# Fokaler Punkt
Ein fokaler Punkt (auch Schellingpunkt oder fokales Gleichgewicht) stellt in der Spieltheorie eine Lösung dar, die alle Spieler, wenn sie nicht miteinander kommunizieren können, dennoch unabhängig voneinander gleichlautend wählen, weil diese Lösung ihnen „natürlich“ oder „herausragend“ erscheint. Das Konzept wurde 1960 vom Nobelpreisträger Thomas Schelling in seinem Buch The Strategy of Conflict eingeführt.

## Einleitendes Beispiel
Zwei Geschäftsleute verabreden am Telefon, dass sie sich um 12 Uhr in Paris treffen wollen. Plötzlich reißt die Verbindung ab, ohne dass sie einen genaueren Treffpunkt ausmachen konnten. Da die beiden eine genaue Uhrzeit verabredet haben, müssen sie nun einen Punkt finden, an dem sie erwarten, den anderen anzutreffen, weil dieser umgekehrt wahrscheinlich ebenfalls erwartet, sie dort anzutreffen. Die Wahl kann in Paris beispielsweise auf den Eiffelturm fallen, nicht weil dieser einen besseren Treffpunkt als andere Orte darstellen würde, sondern weil er aus all den vielen anderen möglichen Lösungen herausragt.
Die erfolgreiche Lösung ist dabei davon abhängig, wie gut sich die Geschäftsleute bereits in Paris auskennen. So könnten für jemanden, der sich in Paris besser auskennt, nämlich neben dem Eiffelturm auch der Louvre oder der Arc de Triomphe zwei weitere gleich wahrscheinliche mögliche Lösungen sein.

## Einordnung in der Spieltheorie
Der fokale Punkt ist eine Koordinationsstrategie bei simultanen, strategischen Spielen mit mehreren Gleichgewichtssituationen (siehe Nash-Gleichgewicht) und der Anforderung, dass sich alle (beziehungsweise die Mehrheit) der Spieler, um das Spiel zu gewinnen, gleichzeitig von sich aus für dasselbe Gleichgewicht entscheiden.
In nicht-kooperativen Spielen ist ein Nash-Gleichgewicht eine stabile Lösung, da kein Spieler eine Motivation hat, als Einziger von dem einmal gefassten Gleichgewicht abzuweichen. Da in diesem Spiel jedoch keine Kommunikation unter den Teilnehmern erlaubt beziehungsweise möglich ist, kommt es für alle darauf an zu erahnen, welches Gleichgewicht von den übrigen Spielern als erwartetes Ergebnis angenommen wird.
Das erwartete Gleichgewicht, der fokale Punkt, unterscheidet sich dabei von allen anderen Gleichgewichten durch eine herausragende Eigenschaft. Seine Auswahl ist somit wahrscheinlicher als die Auswahl eines anderen Gleichgewichtes, und es wird deshalb von allen Spielern präferiert. Dies führt dazu, dass nicht immer das beste Gleichgewicht, sondern oft das herausstechende Gleichgewicht die besten Chancen hat.
Sobald sich ein fokales Gleichgewicht im Spiel etabliert hat, gibt es für keinen Spieler eine bessere Strategie als genau die, welche zu diesem Gleichgewichtsergebnis führt.

## Bedeutung von Konvention und Kontext
Die Auswahl des fokalen Gleichgewichtes erfolgt weniger oft nach den Regeln der Logik als nach denen der vorherrschenden Konventionen und des Kontexts der Spieler.
Der Kontext wird beschrieben durch die jeweiligen, persönlichen Hintergründe, die Erfahrungen und die Vorstellungskraft aller Teilnehmer. Die vorherrschende Konvention, also die gesellschaftliche und kulturelle Norm, ist ebenso maßgeblich für die Wahl des fokalen Ergebnis.
Wenn Spieler mit ähnlichen Kontexten und Konventionen am Spiel teilnehmen, so werden sie auch einen gemeinsamen fokalen Punkt bevorzugen. Umso unterschiedlicher die Hintergründe der Spieler, umso geringer die Wahrscheinlichkeit, dass sie den gleichen fokalen Punkt wählen.
Die Spieltheorie schließt kulturelle Einflüsse, bei wenigen möglichen Gleichgewichten, oft aus.

## Anwendungsbeispiele für fokale Gleichgewichte

### Bestes Ergebnis
Gibt es im Spiel drei Nash-Gleichgewichte mit den Auszahlungsbeträgen € 30, € 20 und € 10 für jeden Spieler, so werden alle Spieler ohne Abstimmung die Strategien zum Erhalt der 30 € wählen. Wenn ein Gleichgewicht für alle Spieler gleichzeitig das beste Ergebnis bringt, ist dieses automatisch ein fokaler Punkt.

### Sicheres Ergebnis
Zwei Spieler haben die Aufgabe, sich zwischen drei Nash-Gleichgewichten mit den Auszahlungsbeträgen € 10, € 20 und € 20 zu entscheiden. Nur wenn sie sich gleichzeitig für dasselbe Gleichgewicht entscheiden, erhalten sie die jeweilige Auszahlung, ohne Übereinstimmung dagegen nichts.
Die Auszahlung von € 20 wäre für beide Spieler das jeweils beste Ergebnis. Da es jedoch zwei Gleichgewichte gibt, die diesen Betrag auszahlen, besteht bei der Auswahl ein Risiko: Kein Spieler weiß sicher, für welches der beiden 20-€-Gleichgewichte sich der jeweils andere entscheiden wird. Um dies zu umgehen, entscheiden sich beide schließlich für das Gleichgewicht mit der Auszahlung 10 €.
In diesem Beispiel führt nicht das beste Ergebnis, sondern das einzigartige, sichere Ergebnis als fokales Gleichgewicht zum Erfolg.

### Faires Ergebnis
Zwei Spieler im gleichen Kontext erhalten die Aufgabe, sich unabhängig voneinander und ohne Abstimmung einen Betrag von 10 € aufzuteilen, indem sie ihren eigenen Anteil in ganzen Euro bestimmen. Wenn beide Anteile in der Summe 10 € ergeben, wird der Betrag in diesem Verhältnis ausgezahlt, andernfalls kein Gewinn ausgezahlt.
Dieses Spiel hat elf Nash-Gleichgewichte: 0-10, 1-9, 2-8, 3-7, 4-6, 5-5, 6-4, 7-3, 8-2, 9-1, 10-0
Beide Spieler werden mit einer hohen Wahrscheinlichkeit zu einer fairen 50:50-Strategie greifen. Dieses fokale Gleichgewicht führt zusätzlich zu einem Pareto-effizienten Ergebnis.
Ändert sich der Kontext der Spieler, können in ihren Augen auch andere Ergebnisse als fair erscheinen. Spielt beispielsweise eine Frau gegen einen Mann, so kann sich, je nach Kulturraum, auch ein Verhältnis von 40:60 oder 20:80 als fokales Gleichgewicht etablieren.

### Ungewöhnliches Ergebnis
Jeder Spieler einer Gruppe hat die Aufgabe, aus einer Zahlenfolge eine Zahl auszuwählen, von der er denkt, dass sie die meisten Stimmen erhält. Tippt der Spieler richtig, erhält er eine Auszahlung von 10 €, liegt er falsch, gibt es keinen Gewinn.
Zahlenfolge: 8, 12, 11, 16, 14, 15
Viele Spieler werden die Zahl 8 wählen, da sie zum einen die erste Zahl der Folge und zum anderen die einzige einstellige Zahl ist. Das fokale Gleichgewicht liegt also bei der Zahl 8. Würden nur Mathematiker spielen, wäre dagegen die 11 als einzige Primzahl noch ungewöhnlicher; das Beispiel illustriert auch die Bedeutung des gemeinsamen Deutungsrahmens (kultureller Kontext).

## Belege
1. 1 2  vgl. Avinash K. Dixit; Skeath, Susan: Games of strategy; S. 109
2. ↑  vgl. John Maynard Keynes: The general theory; 7. Auflage; S. 156
3. ↑  vgl. Roger B. Myerson: Game theory – Analysis of conflict; S. 108
4. 1 2  vgl. Avinash K. Dixit; Skeath, Susan: Games of strategy; S. 110
5. ↑  vgl. Thomas Schelling: The Strategy of Conflict; S. 57
6. ↑  vgl. Avinash K. Dixit; Barry J. Nalebuff: Thinking Strategically; S. 251
7. ↑  vgl. Roger B. Myerson: Game theory – Analysis of conflict; S. 114
8. ↑  vgl. Roger B. Myerson: Game theory – Analysis of conflict; S. 112